# Grani Marcià
Grani Marcià (en llatí Granius Marcianus) va ser un senador romà del segle i.
Sota el regnat de Tiberi va ser acusat per Gai Grac del delicte de majestas (traïció a l'emperador) i davant el perill de ser condemnat a mort i perdre l'honor i els béns familiars, va decidir suïcidar-se. En parla Tàcit als seus Annals.